# ادنا ماریون
ادنا ماریون (انگلیسی: Edna Marion؛ ‏ ۱۲ دسامبر ۱۹۰۶ – ۲ دسامبر ۱۹۵۷) بازیگر اهل ایالات متحده آمریکا بود.
از فیلم‌هایی که وی در آن نقش داشته‌است، می‌توان به بگومگوهای زن‌وشوهری، حالا یکی هم من بگم، فیل‌های پرنده، شرکت بارنوم و رینگلینگ، از صفر تا صد، عاقله‌مردهای دست‌ودلباز، قتل‌های خیابان مورگ و آیا مردان متأهل باید به خانه بروند؟ اشاره کرد.